# Gymnema indicum
Gymnema indicum är en oleanderväxtart som först beskrevs av M.A.Rahman och Wilcock, och fick sitt nu gällande namn av Saravanam Karthikeyan och Moorthy. Gymnema indicum ingår i släktet Gymnema och familjen oleanderväxter. Inga underarter finns listade i Catalogue of Life.